# (15045) Walesdymond
(15045) Walesdymond est un astéroïde de la ceinture principale.

## Description
(15045) Walesdymond est un astéroïde de la ceinture principale. Il fut découvert le 10 décembre 1998 à Kitt Peak par le projet Spacewatch. Il présente une orbite caractérisée par un demi-grand axe de 2,78 UA, une excentricité de 0,05 et une inclinaison de 1,6° par rapport à l'écliptique.

## Compléments